# Wiener Bonbons
Wiener Bonbons ist ein Walzer von Johann Strauss Sohn (op. 307). Das Werk wurde am 28. Januar 1866 im Redouten-Saal der Wiener Hofburg erstmals aufgeführt.